# Centre d'études et de recherches de l'enseignement militaire supérieur
Le Centre d'études et de recherches de l'enseignement militaire supérieur (CEREMS) a été un centre de recherche du ministère de la Défense français, entre 2001 et 2010. Il a été absorbé par l'Institut de recherche stratégique de l'École militaire (IRSEM) à la création de ce dernier.

## Mission
Il avait pour mission de concourir au développement et à la reconnaissance de la pensée stratégique de défense et de sécurité française en contribuant à la diffusion de nouvelles idées.

## Organisation
Le Centre était placé sous l'autorité du général directeur de l'enseignement militaire supérieur et de l'IHEDN.
Il était organisé en trois départements : 
- "analyse du monde conflictuel contemporain"
- "traitement des conflits"
- "aspects diplomatiques et juridiques".